# Imleria
Imleria ist eine Pilzgattung aus der Familie der Dickröhrlingsverwandten (Boletaceae). Die Fruchtkörper haben einen blassen, fast weißen bis kastanienbraunen Hut und Stiel sowie eine jung fast weiße, cremefarbene bis blassgelbe Röhrenschicht. Feucht ist die Hutoberfläche klebrig. Das Fleisch und die Röhren blauen auf Druck oder im Schnitt. Die Hutdeckschicht ist ein Ixotrichoderm, die Sporen sind glatt.
Die Typusart ist der Maronen-Röhrling (Imleria badia).

## Merkmale

### Makroskopische Merkmale
Die zentral gestielten, je nach Art sehr zierlichen bis kräftigen Fruchtkörper haben eine Röhrenschicht auf der Hutunterseite. Der Hut kann sehr blass, fast weiß, falb milchkaffefarben, falb mit Isabelltönen sein (z. B. Imleria pallida), zeigt meist aber Brauntöne von ockerbräunlich über rotbräunlich, kastanienbraun bis hin zu dunkel rotbraun. Die Oberfläche junger und trockener Exemplare ist kaum bis deutlich filzig, wird bald glatt und poliert, bei nasser Witterung klebrig. Die fast weißen, cremefarbenen bis zitronengelben Röhren werden im Alter mattgelb und blauen oder bräunen auf Druck. Der Stiel ist wie der Hut oder etwas blasser gefärbt, die Oberfläche zeigt bei den meisten Arten kein Stielnetz (Ausnahme: Imleria pallida mit einer manchmal an der Stielsitze vorhandenem, feinen Netzzeichnung) und ist glatt bis eingewachsen längsfaserig und kann – je nach Art – auf Druck blauen oder bräunen. Das Fleisch (Trama) ist weißlich bis zitronengelb und verfärbt bei Luftkontakt im Hut, hier vor allem oberhalb der Röhrenschicht, so wie auch die Röhrenschicht selbst, grünlichblau. Es schmeckt mild bis schwach bitter und riecht unspezifisch.

### Mikroskopische Merkmale
Die Sporen sind ellipsoid bis fast fusiform, mit deutlicher suprahilarer Depression, etwas dickwandig, glatt (auch im Elektronenmikroskop), im Durchlichtmikroskop blass olivbräunlich und sind inamyloid. Die Hutdeckschicht (Pileipellis) ist ein Ixotrichoderm, bestehend aus langen, schmalen und zylindrischen verwobenen Pilzfäden (Hyphen). Sie sind glatt oder durch ein feines, gelbliches Pigment schwach inkrustiert und in eine Gelschicht eingebettet. Die Trama des Hymenophors ist divergierend mit einem ausgeprägten Mediostratum (Boletus-Subtyp). Schnallen fehlen.

## Ökologie
Imleria-Arten bilden Ektomykorrhiza mit verschiedenen Laub- und Nadelbäumen.

## Verbreitung
Die Gattung Imleria ist bislang nur aus Nordamerika, Europa und Asien bekannt. Der Maronen-Röhrling (Imleria badia) ist in den nördlich gemäßigten Regionen von Europa verbreitet. Nordamerikanische Kollektionen weichen genetisch ab und könnten ein eigenes Taxon darstellen, sind aber morphologisch-anatomisch nicht von europäischen Aufsammlungen unterscheidbar. Imleria heteroderma (= Boletus badiorufus nom. inval.) ist bisher nur aus Europa bekannt. Imleria parva wurde im tropischen Yunnan, eine Provinz im Südwesten Chinas, gefunden. Im Sommer bis Herbst erscheint die Art auf dem Boden von Nadelwäldern oder Mischwäldern aus Nadelbäumen und Laubbäumen.
Imleria obscurebrunnea kommt in den subtropischen Regionen Chinas und Japans vor. Imleria subalpina stammt dagegen aus den submontanen Bergregionen im Nordwesten Chinas. Dieser Pilz erscheint im Sommer bis Herbst, auf dem Boden von Nadelwäldern.
In Nordamerika kommen neben Imleria badia s. l. auch Imleria floridana und Imleria pallida vor.

## Arten
Die Gattung Imleria umfasst weltweit 7 Arten, von denen 2 in Europa vorkommen.
| \| Deutscher Name \| Wissenschaftlicher Name \| Autorenzitat \| \| ---------------- \| ----------------------- \| ---------------------------------------------------------- \| \| Maronen-Röhrling \| Imleria badia \| (Fries 1818 : Fries 1821) Vizzini 2014 \| \| \| Imleria floridana \| A. Farid, A.R. Franck & J. Bolin 2020 \| \| \| Imleria heteroderma \| (J. Blum 1970) T. Rödig 2015 \| \| \| Imleria obscurebrunnea \| (Hongo 1979) Xue T. Zhu & Zhu L. Yang 2014 \| \| \| Imleria pallida \| (Frost ex Peck 1873) A. Farid, A.R. Franck & J. Bolin 2020 \| \| \| Imleria parva \| Xue T. Zhu & Zhu L. Yang 2014 \| \| \| Imleria subalpina \| Xue T. Zhu & Zhu L. Yang 2014 \| |                         |                                                            |
| Deutscher Name | Wissenschaftlicher Name | Autorenzitat                                               |
| Maronen-Röhrling | Imleria badia           | (Fries 1818 : Fries 1821) Vizzini 2014                     |
| | Imleria floridana       | A. Farid, A.R. Franck & J. Bolin 2020                      |
| | Imleria heteroderma     | (J. Blum 1970) T. Rödig 2015                               |
| | Imleria obscurebrunnea  | (Hongo 1979) Xue T. Zhu & Zhu L. Yang 2014                 |
| | Imleria pallida         | (Frost ex Peck 1873) A. Farid, A.R. Franck & J. Bolin 2020 |
| | Imleria parva           | Xue T. Zhu & Zhu L. Yang 2014                              |
| | Imleria subalpina       | Xue T. Zhu & Zhu L. Yang 2014                              |

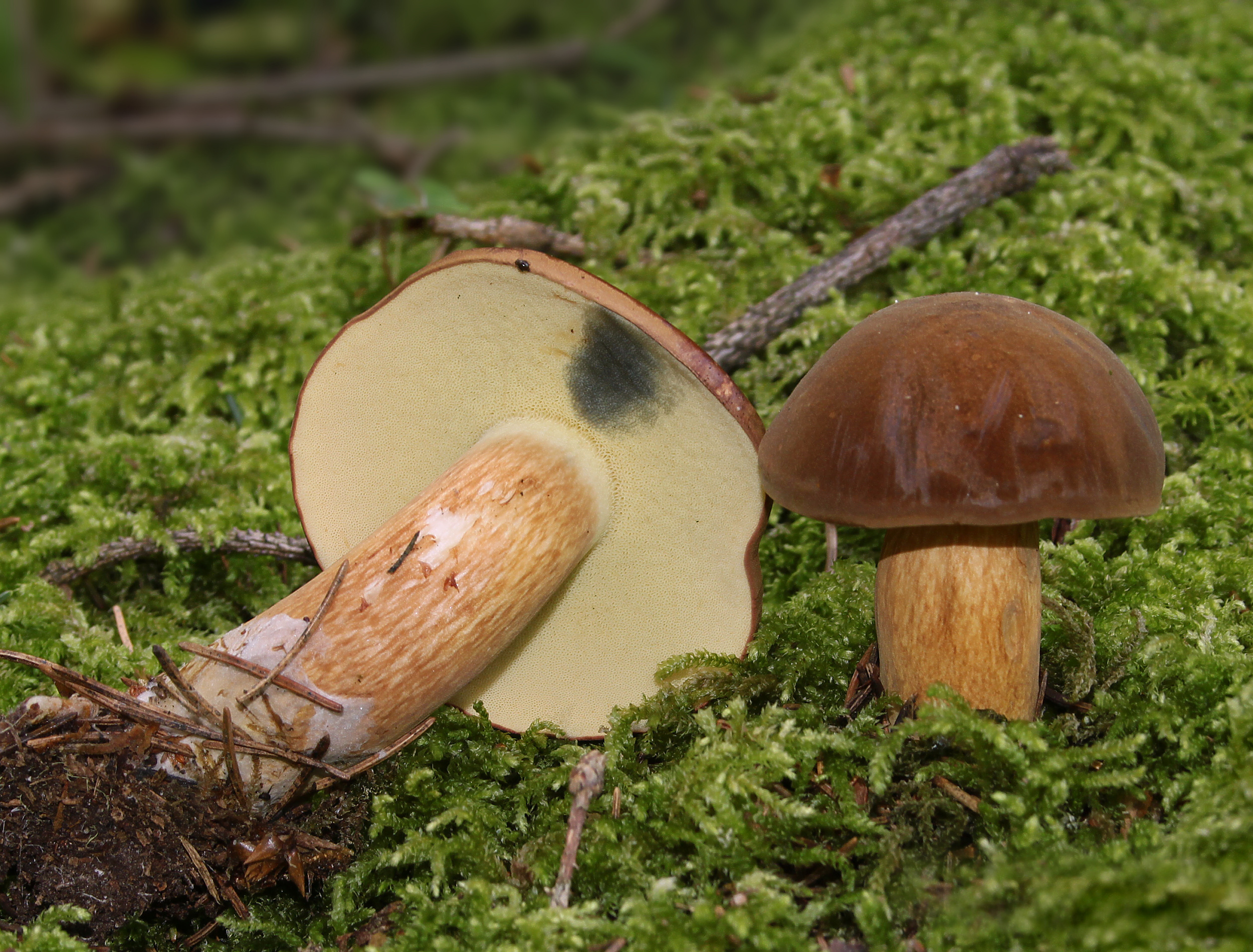
Maronenröhrling Imleria badia
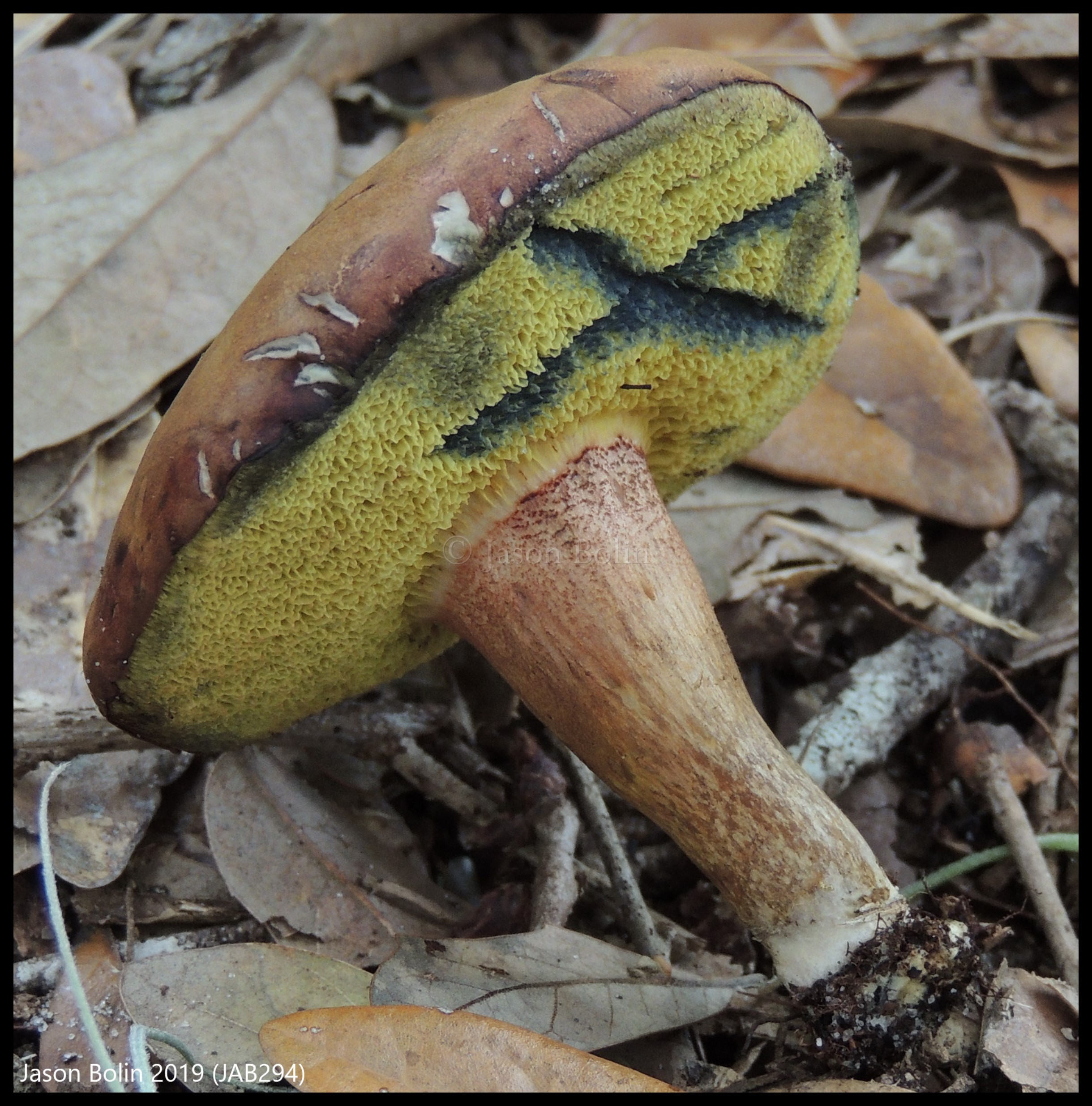
Imleria floridana
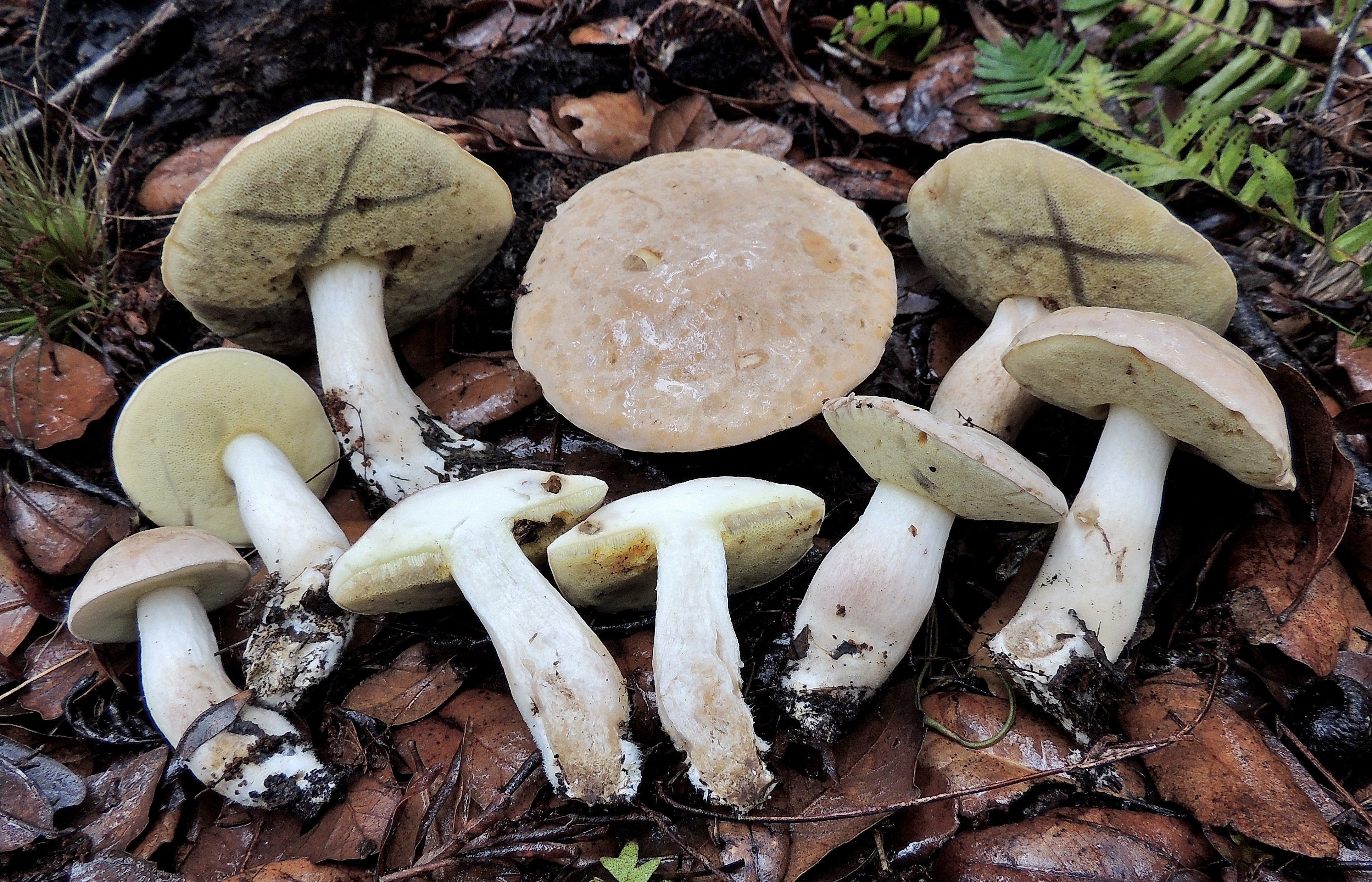
Imleria pallida

## Systematik
Die Gattung Imleria ist ein Vertreter der Boletaceae und ist hier nah mit Gattungen wie z. B.  Porphyrellus, Tengioboletus, Tylopilus oder Xanthoconium verwandt.
Basierend auf den morphologischen Daten durch Šutara (2008) und den molekularen Untersuchungen durch Gelardi et al. (2013), Nuhn et al. (2013) und Wu et al. 2014, gehört der früher als Xerocomus badius oder Boletus badius bekannte Maronen-Röhrling weder zu den Filzröhrlingen im engeren Sinn (Xerocomus s. str.) noch zu den Rotfußröhrlingen (Xerocomellus), sondern nimmt in den stammesgeschichtlichen Bäumen eine gesonderte Position ein. Vizzini hat deshalb für die Art die Gattung Imleria aufgestellt. Zunächst wurde die Gattung Imleria als monotypisch angesehen, wurde jedoch bereits kurz nach der Beschreibung (Vizzini 2014) um weitere Vertreter erweitert: Zhu et al. haben 2014 zwei weitere Spezies beschrieben und eine Art von den Filzröhrlingen umkombiniert, Rödig (2015) eine weitere, europäische Art umkombiniert, Farid et al. (2020) eine weitere Art neu beschrieben und eine weitere Art zu Imleria umkombiniert.

## Toxikologie und Speisewert
In der Gattung Imleria sind keine giftigen Arten bekannt. Als essbar bekannt sind der Maronen-Röhrling (Imleria badia) und Imleria pallida.

## Namensherkunft
Die Gattungsbezeichnung Imleria ehrt den belgischen Mykologen Louis Imler (1900–1993).